# Orthogonaler Befehlssatz
Orthogonaler Befehlssatz ist ein Begriff aus der Computertechnik.
Ein Prozessor hat einen orthogonalen Befehlssatz, wenn Opcode, Adressierungsart und Datentyp (manchmal auch Anzahl der Operanden) beliebig kombiniert werden können.
Die Schaffung eines orthogonalen Befehlssatzes ist insofern erwünscht, als sie die Nutzung der zur Verfügung stehenden Instruktionen vereinfacht. Allerdings führt dieses Prinzip schnell zu sehr umfangreichen Befehlssätzen.